# Cristo del Espíritu Santo
Cristo del Espíritu Santo es una localidad española, pedanía del municipio de Malagón, perteneciente a la provincia de Ciudad Real, en la comunidad autónoma de Castilla-La Mancha. En el año 2020, tenía una población censada de 148 personas.

## Patrimonio cultural
El edificio del santuario es un conjunto formado por patio, viviendas y ermita, en cuyo interior puede contemplarse un cuadro en el que el Ecce Homo es venerado por un cuadro de los Señores de Malagón (Antonio Ares Pardo y Luisa de la Cerda), siendo éste el único retrato que de ellos se conserva. También contiene la iglesia, de traza barroca, y un interesante retablo, donde se venera la imagen del patrón de Malagón, obra de Faustino Sanz Herránz (1968).
En el patio exterior hay dos restos romanos: un fragmento de tambor de columna y una ara votiva dedicada a Marte, incrustada en la pared del santuario, símbolos ambos de la presencia romana por estas tierras.
En el lugar conocido como La Cruz se excavó a finales de los años 1980 una necrópolis visigoda, la más importante de la provincia, cuyos hallazgos se conservan en el Museo Provincial. La Cruz, asentada sobre un cimacio visigodo y cubierta con un templete, señala el lugar en el que según la tradición apareció la imagen del Stmo. Cristo del Espíritu Santo.

## Patrimonio natural
A unos kilómetros en dirección a Piedralá, por la ruta PR-CR23, se llega a la Fuente de la Teja, en el Valle de Los Molinos, que es famosa por sus aguas.
- Datos: Q115798619